# Loukas Vyntra
Loukas Vyntra (em grego: Λουκάς Βύντρα; Město Albrechtice, 5 de fevereiro de 1981) é um ex-futebolista grego que atuava como zagueiro, além de jogar também como lateral ou volante. Nascido na atual Chéquia (seu nome na língua local é Lukáš Vydra), representou a Seleção Grega em competições internacionais.

## Carreira

### Clubes
Depois de jogar na base do Almopos Aridaea, Vyntra iniciou a carreira profissional no Paniliakos, em 1999. Na temporada 2000–01, atuou no Veria, equipe da Beta Ethniki (segunda divisão grega).
Vendo o potencial do zagueiro, o Panathinaikos acertou sua contratação em 2003, chamando atenção por sua versatilidade na defesa, atuando entre o lado direito e a zaga. A estreia de Vyntra em competições europeias foi em setembro de 2004, na derrota por 1 a 0 para o PSV Eindhoven na Liga dos Campeões da UEFA, onde também marcou um gol contra o Arsenal. Na Copa da UEFA, ele ainda marcaria contra o Sevilla.
Em 2007, o Hertha Berlim tentou a contratação de Vyntra, mas o Panathinaikos recusou vendê-lo caso não encontrasse uma reposição. O zagueiro seguiu na equipe alviverde de Atenas até 2013, atuando em 327 partidas e marcando 15 gols, vencendo 2 Campeonatos Gregos (2003–04 e 2009–10) e 2 Copas da Grécia (mesmas temporadas).
Jogou ainda por Levante, Hapoel Tel Aviv e Omonia antes de voltar à Grécia em 2019 para defender o Lamia. Encerrou a carreira em 2022, aos 41 anos.

## Seleção
Nascido em Město Albrechtice (cidade situada na fronteira com a Polônia), Vyntra representou as seleções de base da Grécia, tendo jogado as Olimpíadas de 2004.
Sua estreia pelo Navio Pirata foi em junho de 2005, na derrota por 1 a 0 para a Ucrânia pelas eliminatórias da Copa de 2006. Sua primeira competição com a seleção principal foi a Copa das Confederações de 2005 e jogou as 3 partidas da equipe, que foi eliminada na primeira fase.
Jogou ainda a Eurocopa de 2008 (atuou apenas contra a Espanha, na fase de grupos) e as Copas do Mundo de 2010 e 2014. Vyntra deixou a seleção em novembro de 2015, com uma surpreendente derrota por 1 a 0 para Luxemburgo. Em uma década de carreira internacional, o zagueiro disputou 57 partidas.

## Estatísticas
| Clube              | Temporada | Liga                  | Liga     | Liga | Copa Nacional | Copa Nacional | Europa   | Europa | Total    | Total |
| Clube              | Temporada | Divisão               | Partidas | Gols | Partidas      | Gols          | Partidas | Gols   | Partidas | Gols  |
| ------------------ | --------- | --------------------- | -------- | ---- | ------------- | ------------- | -------- | ------ | -------- | ----- |
| Paniliakos         | 1999–2000 | Campeonato Grego      | 4        | 0    | 0             | 0             | 0        | 0      | 4        | 0     |
| Paniliakos         | 2001–02   | Beta Ethniki          | 26       | 2    | 1             | 0             | 0        | 0      | 27       | 2     |
| Paniliakos         | 2002–03   | Beta Ethniki          | 29       | 2    | 1             | 0             | 0        | 0      | 30       | 2     |
| Paniliakos         | 2003–04   | Campeonato Grego      | 8        | 0    | 1             | 0             | 0        | 0      | 9        | 0     |
| Paniliakos         | Total     | Total                 | 67       | 4    | 3             | 0             | 0        | 0      | 70       | 4     |
| Veria (empréstimo) | 2000–01   | Beta Ethniki          | 24       | 0    | 0             | 0             | 0        | 0      | 24       | 0     |
| Panathinaikos      | 2003–04   | Campeonato Grego      | 5        | 0    | 3             | 0             | 0        | 0      | 8        | 0     |
| Panathinaikos      | 2004–05   | Campeonato Grego      | 27       | 0    | 3             | 0             | 7        | 1      | 37       | 1     |
| Panathinaikos      | 2005–06   | Campeonato Grego      | 23       | 0    | 1             | 0             | 6        | 0      | 30       | 0     |
| Panathinaikos      | 2006–07   | Campeonato Grego      | 26       | 0    | 6             | 0             | 8        | 0      | 40       | 0     |
| Panathinaikos      | 2007–08   | Campeonato Grego      | 23       | 0    | 1             | 0             | 7        | 0      | 31       | 0     |
| Panathinaikos      | 2008–09   | Campeonato Grego      | 30       | 2    | 3             | 0             | 12       | 0      | 45       | 2     |
| Panathinaikos      | 2009–10   | Campeonato Grego      | 24       | 4    | 5             | 0             | 13       | 1      | 42       | 5     |
| Panathinaikos      | 2010–11   | Campeonato Grego      | 31       | 2    | 3             | 2             | 6        | 0      | 40       | 4     |
| Panathinaikos      | 2011–12   | Campeonato Grego      | 24       | 0    | 2             | 1             | 4        | 0      | 30       | 1     |
| Panathinaikos      | 2012–13   | Campeonato Grego      | 14       | 2    | 1             | 0             | 9        | 0      | 24       | 2     |
| Panathinaikos      | Total     | Total                 | 227      | 10   | 28            | 3             | 72       | 2      | 327      | 15    |
| Levante            | 2012–13   | La Liga               | 15       | 0    | 0             | 0             | 0        | 0      | 15       | 0     |
| Levante            | 2013–14   | La Liga               | 33       | 2    | 5             | 1             | 0        | 0      | 38       | 3     |
| Levante            | 2014–15   | La Liga               | 27       | 0    | 0             | 0             | 0        | 0      | 27       | 0     |
| Levante            | Total     | Total                 | 75       | 2    | 5             | 1             | 0        | 0      | 80       | 3     |
| Hapoel Tel Aviv    | 2015–16   | Campeonato Israelense | 25       | 0    | 4             | 0             | 0        | 0      | 29       | 0     |
| Omonia             | 2016–17   | Campeonato Cipriota   | 28       | 2    | 4             | 0             | 0        | 0      | 32       | 2     |
| Omonia             | 2017–18   | Campeonato Cipriota   | 15       | 1    | 1             | 0             | 0        | 0      | 16       | 1     |
| Omonia             | 2018–19   | Campeonato Cipriota   | 27       | 1    | 1             | 0             | 0        | 0      | 28       | 1     |
| Omonia             | Total     | Total                 | 70       | 4    | 6             | 0             | 0        | 0      | 76       | 4     |
| Lamia              | 2019–20   | Campeonato Grego      | 29       | 0    | 4             | 0             | 0        | 0      | 33       | 0     |
| Lamia              | 2020–21   | Campeonato Grego      | 12       | 0    | 2             | 0             | 0        | 0      | 14       | 0     |
| Lamia              | 2021–22   | Campeonato Grego      | 11       | 0    | 1             | 0             | 0        | 0      | 12       | 0     |
| Lamia              | Total     | Total                 | 52       | 0    | 7             | 0             | 0        | 0      | 59       | 0     |
| Total              | Total     | Total                 | 540      | 20   | 53            | 4             | 75       | 2      | 668      | 26    |

1. ↑  Inclui as Copas da Grécia, do Rey, de Israel e do Chipre

## Títulos
Panathinaikos
- Campeonato Grego: 2003–04, 2009–10
- Copa da Grécia: 2003–04, 2009–10[11]